# Nupserha latevitticollis
Nupserha latevitticollis là một loài bọ cánh cứng trong họ Cerambycidae.